# Celatiscincus
Celatiscincus is een geslacht van hagedissen uit de familie skinken (Scincidae).

## Naam en indeling
De wetenschappelijke naam van de groep werd voor het eerst voorgesteld door Ross Allen Sadlier, Sarah A. Smith en Aaron Matthew Bauer in 2006. De wetenschappelijke geslachtsnaam Celatiscincus betekent vrij vertaald 'verborgen skinken'; celatus = verborgen en scincus = skink.
Er zijn twee soorten; Celatiscincus euryotis is al in 1909 beschreven en behoorde lange tijd tot het geslacht Lygosoma en werd later tot het niet meer erkende Marmorosphax gerekend. In 2006 werd de soort toegewezen aan Celatiscincus en pas in 2010 werd de tweede soort -Celatiscincus similis- voor het eerst beschreven.

## Verspreiding en habitat
Alle soorten komen endemisch voor in Nieuw-Caledonië. De vrouwtjes zetten eieren af op de bodem.
Door de internationale natuurbeschermingsorganisatie IUCN worden beide soorten als 'bedreigd' beschouwd (Endangered of EN).

## Soorten
De soorten zijn onderstaand weergegeven, met de auteur en het verspreidingsgebied.
| Naam                   | Auteur                       | Verspreidingsgebied                        |
| ---------------------- | ---------------------------- | ------------------------------------------ |
| Celatiscincus euryotis | Werner, 1909                 | Nieuw-Caledonië (typelocatie Île des Pins) |
| Celatiscincus similis  | Sadlier, Smith & Bauer, 2006 | Nieuw-Caledonië (typelocatie Tsiba)        |